# بوبي إيرفاين
بوبي إيرفاين (بالإنجليزية: Bobby Irvine)‏ هو لاعب كرة قدم بريطاني، ولد في 18 يونيو 1942 في Carrickfergus ‏ في المملكة المتحدة. شارك مع منتخب أيرلندا الشمالية لكرة القدم. أما مع النوادي، فقد لعب مع ستوك سيتي ونادي ألترينتشام ونادي تلفورد يونايتد ونادي لينفيلد.

## وصلات خارجية
- بوبي إيرفاين على موقع قاعدة بيانات كرة القدم.إي يو (الإنجليزية)
- بوبي إيرفاين على موقع ناشيونال فوتبول تيمز (الإنجليزية)